# 荒川定由
荒川 定由（あらかわ さだよし）は、江戸時代中期の旗本。御使番として巡見使に任じられたが、報告書が粗略だったため御使番を罷免された。

## 生涯
寛文6年（1666年）、御書院番組頭荒川定昭の次男として生まれる。
延宝7年（1675年）3月29日、10歳で将軍徳川家綱に初謁する。貞享2年（1685年）2月14日、職務上の不始末をした父に連座し、父や兄とともに丹羽長次（陸奥二本松藩）に預けられた。貞享3年（1686年）6月25日、一族とともに赦免される。
元禄2年（1689年）に兄の定恒が没したため、荒川家の嗣子となる。宝永3年（1706年）11月27日、父の致仕により家督を継ぎ、寄合に列する。宝永6年（1709年）11月28日、御使番となり、同年12月18日、布衣の着用をゆるされる（六位相当になったことを意味する）。宝永7年（1710年）5月1日には命を受けて志摩国鳥羽城（転封された松平乗邑の旧領）に派遣され、板倉重治への城引渡しの役を担う。
将軍徳川吉宗就任後の享保元年（1716年）9月1日、命を受けて関八州の巡視にあたった。しかし、帰任後の報告書の書面が粗略であったため、「仰をうけたまはりし詮なく、ことに定由は御使番をも勤めながら、かゝる始末に及びしこと等閑のいたりなり」として翌享保2年（1717年）2月19日に御使番を罷免されて小普請に落とされ、出仕もとどめられた。5月13日には出仕差し止めをゆるされた。
享保6年（1721年）8月3日死去。享年52。